# Bogusław Sosnowski

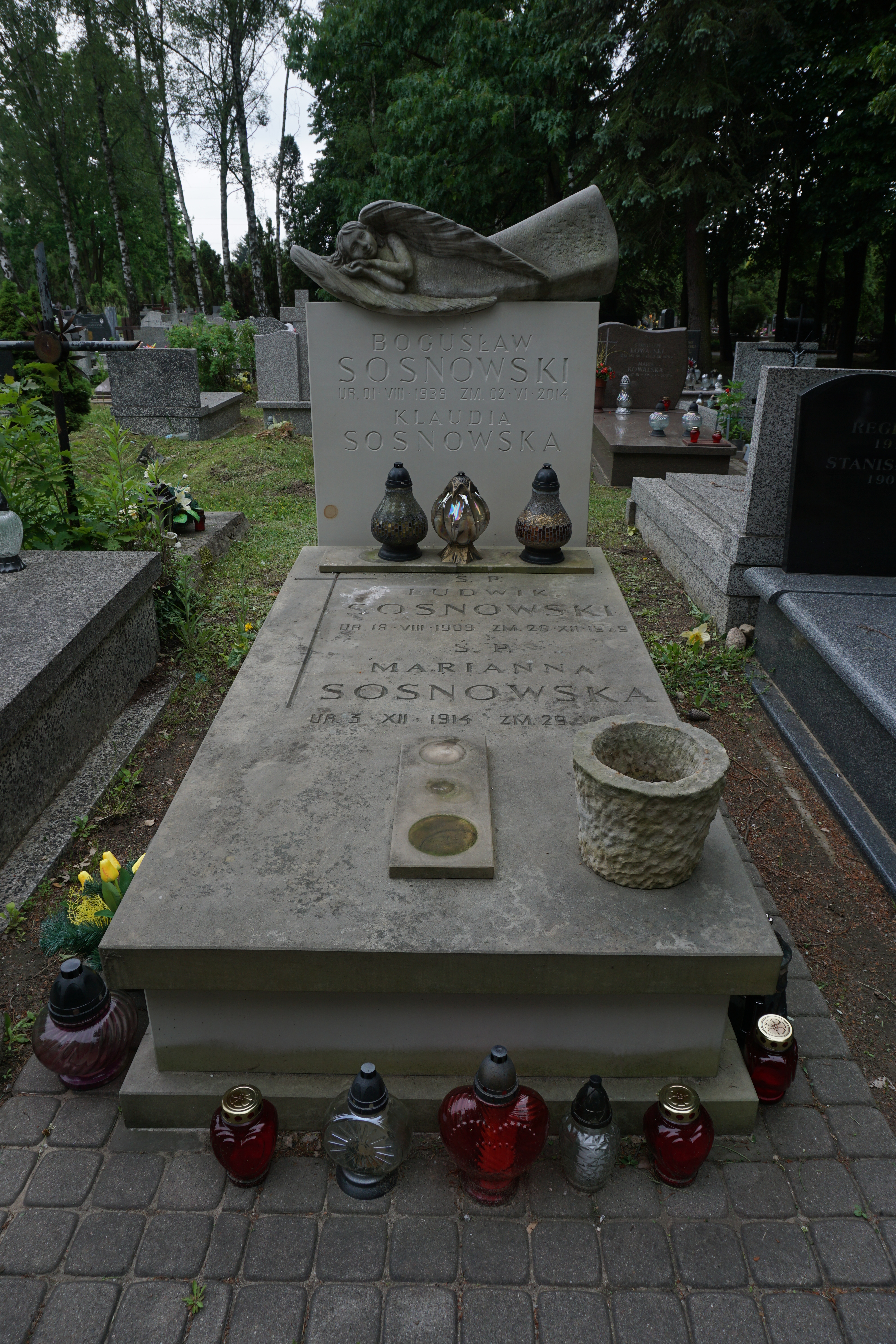
Grób Bogusława Sosnowskiego na cmentarzu Komunalnym Północnym

Bogusław Sosnowski (ur. 1939, zm. 2 czerwca 2014) – polski ekonomista, absolwent Wydziału Handlu Zagranicznego Szkoły Głównej Planowania i Statystyki, Europejskiej Szkoły Zarządzania INSEAD (1971) oraz Podyplomowych Studiów Ubezpieczeniowych Wyższej Szkoły Ubezpieczeń i Bankowości (1996).
Posiadał stopień doktora w zakresie międzynarodowych stosunków ekonomicznych. Był wykładowcą w Wyższej Szkole Handlu i Prawa oraz prodziekanem wydziału Ekonomii w Wyższej Szkole Ekonomiczno-Informatycznej w Warszawie.
W latach 80. XX wieku zatrudniony m.in. na stanowisku dyrektora departamentu w Ministerstwie Handlu Zagranicznego oraz radcy-ministra pełnomocnego w Ambasadzie Polski w Paryżu. Przez kilka lat przewodniczący i wiceprzewodniczący Polskiego Komitetu BIAC przy OECD (Business and Industry Advisory Committee to the OECD).
W latach 1993–1995 prezes Hortexu. W latach 2001–2007 prezes zarządu Towarzystwa Ubezpieczeń na Życie FINLIFE S.A. Zasiadał w radzie nadzorczej Dominet Banku.
W latach 2007–2012 związany z Widzewem Łódź. Początkowo jako prezes zarządu, a od 2008 zasiadał w radzie nadzorczej. Został pochowany na Cmentarzu Komunalnym Północnym w Warszawie.